# Joaquín Balaguer Ricardo
Joaquín Balaguer Ricardo   (Bisonó, 1 de setembre de 1902 - Santo Domingo, 14 de juliol de 2002) fou un polític dominicà, president de la República Dominicana els períodes 1960-62, 1966-1978 i 1986-1996. Va donar suport als EUA en el període de la guerra freda. Protegit del dictador Rafael Trujillo, fou un polític astut que va facilitar la transició de l'autoritarisme a la democràcia.
Va ser membre del govern dictatorial de Trujillo on fou ministre d'afers estrangers (1954-55), d'ensenyament (1955-57), vicepresident (1957-60) i president (1960). El 1962 va dimitir i es va exiliar als EUA, presentant-se a finals d'aquell any com a candidat a la presidència sent derrotat per Juan Bosch. El 1966, emparat per la intervenció militar dels EUA, va guanyar les eleccions a la presidència, sent reelegit fins al 1978, on va fer una política pro estatunidenca i autoritària envers l'oposició cedint el poder al representant del Partido Revolucionario Dominicano, Antonio Guzmán.
El 1986, va tornar a ocupar la presidència de la república, i fou reelegit el 1990 i el 1994 enmig d'acusacions de frau. En aquests anys el seu mandat fou menys autoritari que en la seva primera etapa però les dificultats econòmiques del país li restaren popularitat i el seu suport a la dictadura de Cédras, a la veïna Haití, el van distanciar dels EUA.